# 厚真町
厚真町（あつまちょう）は、北海道胆振総合振興局管内勇払郡にある町。道央南部に位置する。

## 地理

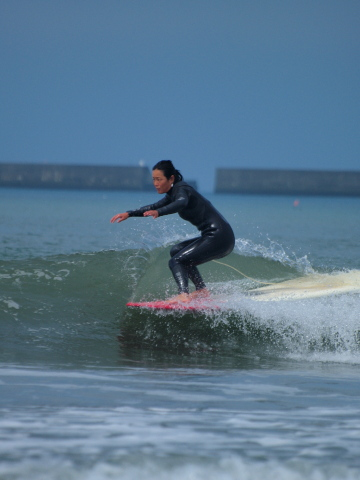
浜厚真のサーファー

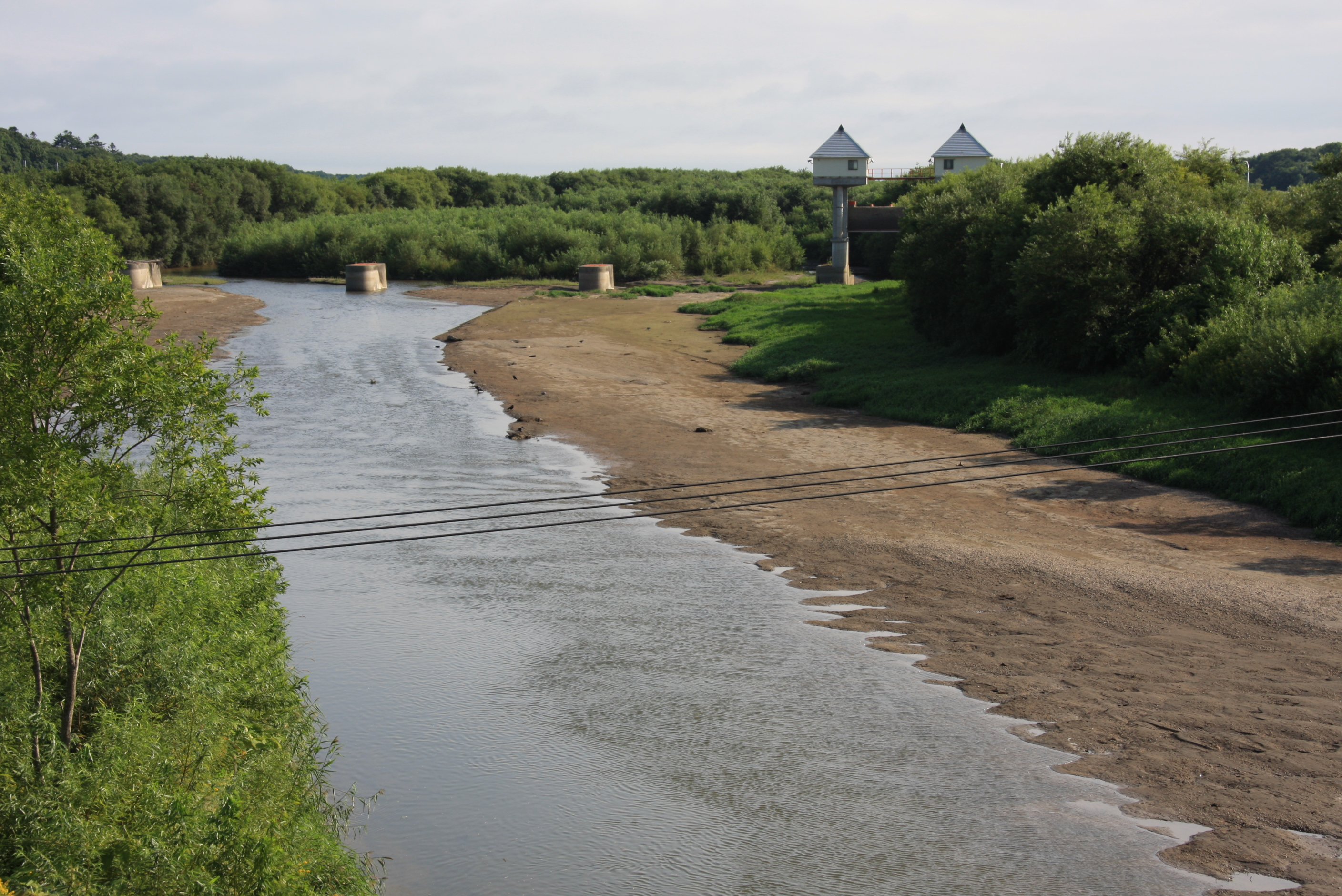
厚真川下流側を上厚真大橋より望む

胆振総合振興局管内東部にある。夕張山地から太平洋へと南流する厚真川の流域をほぼそのまま町域としており、南北に長い。中心市街地である本町は厚真川中流付近にある。鉄道（JR北海道日高本線）や国道235号は太平洋沿いの浜厚真地区を通過する。浜厚真地区の海岸はサーフィンに適しており、訪れるサーファーの人数は北海道内でも屈指の多さとなっている。
- 山 : 佐主岳（618.6m）、姨失山（252.4m）
- 河川 : 厚真川（上流に厚真ダムがある）、ウクル川、日高幌内川、知決辺川、軽舞川
- 湖沼 : 厚真ダム貯水池、厚真川下流周辺に小さな沼が点在する。

### 「厚真」の由来と読み方
町名はアイヌ語の「アットマム」ar-tomam（向こうの・湿地帯）が「アトマ」「アツマ」に転訛したとする説と、「アトマプ」at-oma-p（オヒョウニレ・ある・もの・場所）とする説などがあるが、古い地名であり、特定は困難な状況である。
1960年の町制施行に際して町が届け出た「あつま」の読みが公式の町名だが、「あづま」とも発音されることを幕末に当地を訪れた松浦武四郎が報告している。町制施行直後は「あづま」と発音する住民が大半だったが、若い世代は公式通り「あつま」と読むことが多くなっている。また厚真川の行政上の呼称は「あづま」である。混在する理由については、語頭以外の「た行」や「か行」が濁音化する北海道方言の影響と推測する言語学者もいる。

### 気候
1月の平均気温は-6.7度、8月の平均気温は20.5度、年平均気温は7.0度、最低気温極値は-27.5度（1996年1月24日）、最高気温極値は34.4度（2024年8月12日）
| 厚真（1991年 - 2020年）の気候      | 厚真（1991年 - 2020年）の気候 | 厚真（1991年 - 2020年）の気候 | 厚真（1991年 - 2020年）の気候 | 厚真（1991年 - 2020年）の気候 | 厚真（1991年 - 2020年）の気候 | 厚真（1991年 - 2020年）の気候 | 厚真（1991年 - 2020年）の気候 | 厚真（1991年 - 2020年）の気候 | 厚真（1991年 - 2020年）の気候 | 厚真（1991年 - 2020年）の気候 | 厚真（1991年 - 2020年）の気候 | 厚真（1991年 - 2020年）の気候 | 厚真（1991年 - 2020年）の気候 |
| 月                                 | 1月                           | 2月                           | 3月                           | 4月                           | 5月                           | 6月                           | 7月                           | 8月                           | 9月                           | 10月                          | 11月                          | 12月                          | 年                            |
| ---------------------------------- | ----------------------------- | ----------------------------- | ----------------------------- | ----------------------------- | ----------------------------- | ----------------------------- | ----------------------------- | ----------------------------- | ----------------------------- | ----------------------------- | ----------------------------- | ----------------------------- | ----------------------------- |
| 最高気温記録 °C （°F）             | 7.9 (46.2)                    | 12.8 (55)                     | 17.9 (64.2)                   | 23.9 (75)                     | 30.1 (86.2)                   | 30.8 (87.4)                   | 34.1 (93.4)                   | 34.4 (93.9)                   | 31.2 (88.2)                   | 25.4 (77.7)                   | 20.6 (69.1)                   | 13.7 (56.7)                   | 34.4 (93.9)                   |
| 平均最高気温 °C （°F）             | −0.8 (30.6)                   | −0.1 (31.8)                   | 4.0 (39.2)                    | 11.0 (51.8)                   | 16.6 (61.9)                   | 20.1 (68.2)                   | 23.4 (74.1)                   | 25.1 (77.2)                   | 22.3 (72.1)                   | 16.1 (61)                     | 8.6 (47.5)                    | 1.5 (34.7)                    | 12.3 (54.1)                   |
| 日平均気温 °C （°F）               | −6.7 (19.9)                   | −5.9 (21.4)                   | −0.9 (30.4)                   | 5.2 (41.4)                    | 11.0 (51.8)                   | 15.2 (59.4)                   | 19.1 (66.4)                   | 20.5 (68.9)                   | 16.7 (62.1)                   | 10.0 (50)                     | 3.4 (38.1)                    | −3.7 (25.3)                   | 7.0 (44.6)                    |
| 平均最低気温 °C （°F）             | −13.8 (7.2)                   | −13.3 (8.1)                   | −6.7 (19.9)                   | −0.6 (30.9)                   | 5.6 (42.1)                    | 11.1 (52)                     | 15.7 (60.3)                   | 16.7 (62.1)                   | 11.5 (52.7)                   | 4.2 (39.6)                    | −1.7 (28.9)                   | −9.6 (14.7)                   | 1.6 (34.9)                    |
| 最低気温記録 °C （°F）             | −27.5 (−17.5)                 | −26.8 (−16.2)                 | −24.8 (−12.6)                 | −15.3 (4.5)                   | −3.1 (26.4)                   | 1.7 (35.1)                    | 6.8 (44.2)                    | 7.0 (44.6)                    | 0.2 (32.4)                    | −4.1 (24.6)                   | −14.9 (5.2)                   | −23.8 (−10.8)                 | −27.5 (−17.5)                 |
| 降水量 mm （inch）                 | 40.5 (1.594)                  | 32.8 (1.291)                  | 48.6 (1.913)                  | 68.5 (2.697)                  | 97.1 (3.823)                  | 84.3 (3.319)                  | 123.6 (4.866)                 | 166.5 (6.555)                 | 134.4 (5.291)                 | 95.2 (3.748)                  | 80.0 (3.15)                   | 57.0 (2.244)                  | 1,028.4 (40.488)              |
| 平均降水日数 （≥1.0 mm）           | 10.3                          | 9.0                           | 10.0                          | 10.9                          | 11.1                          | 8.9                           | 10.5                          | 11.7                          | 11.1                          | 10.7                          | 11.9                          | 10.7                          | 126.8                         |
| 平均月間日照時間                   | 138.9                         | 132.9                         | 163.9                         | 167.7                         | 182.5                         | 146.5                         | 118.8                         | 138.2                         | 158.1                         | 153.9                         | 119.8                         | 113.7                         | 1,735                         |
| 出典1：Japan Meteorological Agency |                               |                               |                               |                               |                               |                               |                               |                               |                               |                               |                               |                               |                               |
| 出典2：気象庁                      |                               |                               |                               |                               |                               |                               |                               |                               |                               |                               |                               |                               |                               |

### 隣接している自治体
- 胆振総合振興局 : 苫小牧市、安平町、むかわ町
- 空知総合振興局 : 夕張市、由仁町

## 歴史
町内からは約14,500年前の細石刃核も発掘されており、この地区での人々の生活の痕跡は旧石器時代から確認される。その後、縄文人やアイヌの人々が定住しており、厚真川上流域での発掘調査で数多くの考古学的発見がある。縄文時代では約6,000年前から富良野盆地周辺域との内陸交通のルート「キラキラ土器の道」が開かれていたことが判明し、約5,100年前には豊かな山の資源も加わり大型住居跡や道内唯一の「シカ塚」を伴う集落が形成されている。約850年前の擦文文化期においては宇隆1遺跡より愛知県常滑窯の壷が発見されており、奥州藤原氏との関係のあった地域として注目されている。約800年前では、道内最古の京都産和鏡や北方系資料とされるコイル状装飾品（道内最多数）が出土しており、続く約700年前では、道内唯一のスタンプ文漆器が発見され、鎌倉幕府との直接的な関係地域として注目されている。また、富里地区ニタップナイ遺跡ではシャクシャインの戦い（1669年）前後のコタン（集落）跡が発掘調査され、当時の大名や豪商が使う酒器も出土しており、この地域の力強いアイヌの姿が見えてきている。1800年（寛政12年）に南部藩士・森田勘十郎らが浜厚真に移住したのが和人入植の最初とされる。本格的な開拓が始まったのは1870年（明治3年）に新潟県人が入植してからで、この時をもって現在の農業の町・厚真町の始まりとしている。
- 旧石器時代のキャンプ地跡。
- 1669年（寛文9年）- シャクシャインの戦いが起こる。
- 1800年（寛政12年）- 南部藩士・森田勘十郎らが浜厚真へ移住。
- 1870年（明治3年）- 新潟県三島郡出身の青木与八らが浜厚真に入植。
- 1880年（明治13年） - 勇払郡役所の管轄となる。
- 1889年（明治22年） - 苫小牧外16カ村戸長役場の管轄区域となる。
- 1897年（明治30年） - 本町に戸長役場を置く。
- 1906年（明治39年） - 二級町村制施行、厚真村。
- 1913年（大正2年）10月1日 - 苫小牧軽便鉄道厚真駅（あづまえき、現：JR北海道 日高本線 浜厚真駅）開業。
- 1915年（大正4年） - 一級町村制施行。
- 1922年（大正11年）1月18日 - 早来軌道（後の早来鉄道、現：あつまバス）が早来 - 知決辺（チケッペ、後に厚真と改称、幌内まで延長）間を開業。
- 1951年（昭和26年）3月27日 - 早来鉄道線全線廃止（早来駅－厚真駅間）、バス転換。
- 1960年（昭和35年） - 町制施行、厚真町となる。
- 1998年（平成10年）7月6日 - 日高自動車道厚真IC開通。
- 2018年（平成30年）9月6日 - 北海道胆振東部地震により、土砂崩れや家屋倒壊等の甚大な被害を受けた。道内初の震度7を観測していたことが解析により判明[4]。
- 2019年（平成31年）2月21日 - 北海道胆振東部地震の余震で震度6弱を観測した[5]。

## 行政
- 町長：宮坂 尚市朗（みやさか しょういちろう、2008年7月8日就任 3期目[6]）
  - 副町長：西野 和博（にしの かずひろ）
- 町議会：議員定数11人

## 経済

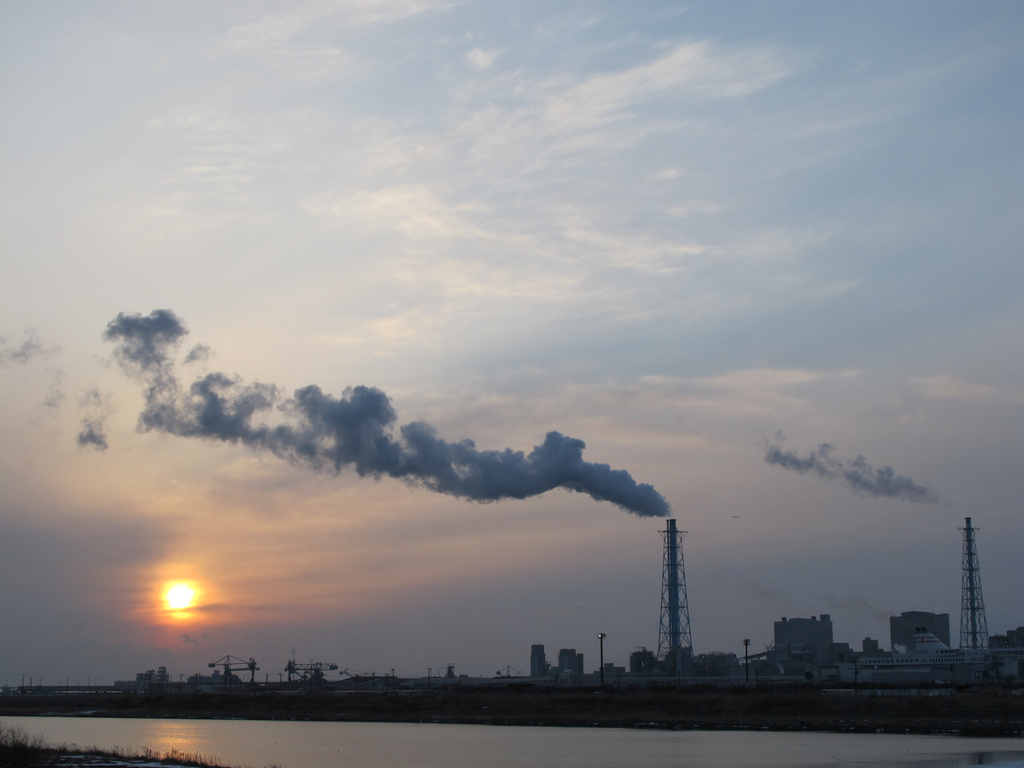
苫東厚真発電所

### 産業
浜厚真・上厚真地区は苫小牧東部工業地域に続く地域として1980年（昭和55年）以降開発が進んでいる。苫小牧市との境に苫小牧東港が作られたほか、道内最大規模の火力発電所北海道電力苫東厚真発電所や石油備蓄基地（国家・民間備蓄量は国内最大）が置かれている。
- 農業は稲作が中心で、胆振管内では随一の作付面積を誇っている。
- また、稲作以外では、ハスカップが日本一の作付面積となっている。

### 立地企業
- 日本ホワイトファーム株式会社札幌事業所（日本ハムグループ）

### 農協・漁協
- とまこまい広域農業協同組合（JAとまこまい広域）本所・厚真支所
- 鵡川漁業協同組合厚真支所
- 北海道農業共済組合（NOSAI北海道）いぶり支所・いぶり東部家畜診療所

### 金融機関
- 苫小牧信用金庫 厚真支店
- JAバンク北海道（北海道信用農業協同組合連合会）JAとまこまい広域本所

### 郵便局
- 厚真郵便局（集配局、059-16xx地域）
- 上厚真郵便局（集配局、059-17xx地域）
- 軽舞郵便局

### 宅配便
- ヤマト運輸：千歳主管支店日高富川センター（日高町）
- 佐川急便：苫小牧営業所（苫小牧市）

## 公共機関

### 警察
- 苫小牧警察署
  - 厚真駐在所
  - 上厚真駐在所

### 消防
- 胆振東部消防組合消防本部
  - 厚真支署
  - 上厚真分遣所

## 姉妹都市・提携都市

### 国内
- 奥州市（岩手県）
  - 旧・前沢町と1983年（昭和58年）6月18日姉妹都市提携

## 地域

### 人口
| |                                        |  |
| 厚真町と全国の年齢別人口分布（2005年） | 厚真町の年齢・男女別人口分布（2005年） |  |
| ■紫色 ― 厚真町 ■緑色 ― 日本全国 | ■青色 ― 男性 ■赤色 ― 女性              |  |
| 厚真町（に相当する地域）の人口の推移 \| 1970年（昭和45年） \| 7,916人 \| \| \| 1975年（昭和50年） \| 6,976人 \| \| \| 1980年（昭和55年） \| 6,817人 \| \| \| 1985年（昭和60年） \| 6,603人 \| \| \| 1990年（平成2年） \| 6,183人 \| \| \| 1995年（平成7年） \| 5,734人 \| \| \| 2000年（平成12年） \| 5,438人 \| \| \| 2005年（平成17年） \| 5,240人 \| \| \| 2010年（平成22年） \| 4,892人 \| \| \| 2015年（平成27年） \| 4,838人 \| \| \| 2020年（令和2年） \| 4,432人 \| \| |                                        |  |
| 総務省統計局 国勢調査より |                                        |  |
| 1970年（昭和45年） | 7,916人                                |  |
| 1975年（昭和50年） | 6,976人                                |  |
| 1980年（昭和55年） | 6,817人                                |  |
| 1985年（昭和60年） | 6,603人                                |  |
| 1990年（平成2年） | 6,183人                                |  |
| 1995年（平成7年） | 5,734人                                |  |
| 2000年（平成12年） | 5,438人                                |  |
| 2005年（平成17年） | 5,240人                                |  |
| 2010年（平成22年） | 4,892人                                |  |
| 2015年（平成27年） | 4,838人                                |  |
| 2020年（令和2年） | 4,432人                                |  |

- 厚真町の出生数は死亡数を下回る自然減が続いているが、近年は町へ転入して来る人の数が町から転出して行く人の数を上回る社会増となる年もある。北海道の中では雪が少なく穏やかな気候であること、苫小牧市や千歳市（新千歳空港を含む）に比較的近いこと、選択の幅がある分譲販売宅地があること、手厚い子育て支援や移住支援等があること等が要因となっている可能性がある。

### 教育
高等学校
- 北海道厚真高等学校（道立）

中学校
- 厚真町立厚真中学校
- 厚真町立厚南中学校

小学校
- 厚真町立厚真中央小学校
- 厚真町立上厚真小学校

## 交通

### 鉄道
- 北海道旅客鉄道（JR北海道）
  - 日高本線 : 浜厚真駅

※ 中心市街からは室蘭本線の早来駅（安平町）が最寄りとなる。

### バス
- あつまバス - 町内に本社が設けられている。
- 道南バス

※かつては苫小牧市営バスが上厚真線を運行していたが、1994年4月1日に廃止された。

### タクシー
- あつまハイヤー

### 道路
- 高規格幹線道路
  - 日高自動車道：厚真IC
- 一般国道
  - 国道235号
- 都道府県道
  - 北海道道10号千歳鵡川線
  - 北海道道59号平取厚真線
  - 北海道道129号静川美沢線
  - 北海道道235号上幌内早来停車場線
  - 北海道道259号上厚真苫小牧線
  - 北海道道287号厚真浜厚真停車場線
  - 北海道道482号豊川遠浅停車場線
  - 北海道道924号富野軽舞線
  - 北海道道1046号鵡川厚真線
  - 北海道道1065号夕張厚真線

### 船舶
- 苫小牧東港周文フェリーターミナル
  - 新日本海フェリー（フェリーターミナル所在地：厚真町字浜厚真17-6）

※定期航路では最大規模のフェリーが入港

## 名所・旧跡・観光スポット・祭事・催事

### 厚真町文化財
- 獅子頭 - 幌内神社
- 丸木舟 - 軽舞遺跡調査整理事務所
- 鰐口 - 浜厚真神社（保管：軽舞遺跡調査整理事務所）
- 御輿 - 厚真神社
- 振老用水路記念碑 - 朝日地区
- 青木与八記念碑 - 浜厚真神社境内
- 松浦武四郎之碑 - 富里地区
- ねつ送り及び太鼓 - 軽舞地区
- 幌内神楽 - 幌内神楽保存会
- 正楽寺の樹林 - 軽舞地区
- アイヌの丸木舟 - 軽舞遺跡調査整理事務所
- 専厚寺本堂 - 桜丘地区
- 正楽寺本堂 - 軽舞地区
- 真正寺本堂 - 市街地表町
- 厚真神社社殿 - 新町
- 厚真神社旧本殿 - 新町
- 興隆寺灯籠流し- 市街地京町
- 厚幌遺跡群出土の擦文・アイヌ文化期の精神文化遺物

### 文化・スポーツ施設等
- こぶしの湯あつま
- 厚真町青少年センター（図書室・プラネタリウム）
- あつまスタードーム（全天候型競技場）
- 厚真町スポーツセンター
- 本郷憩いの森パークゴルフ場
- 上厚真パークゴルフ場
- 浜厚真野原公園サッカー場
- 大沼野営場
- 軽舞遺跡調査整理事務所（郷土資料展示室）

### 祭事・催事
- 田舎まつり(6月)
- 海浜まつり（7月）
- あつま三本引き大会（1月）
- ランタンまつり・スターフェスタ（2月）

### 名産品
- あづまジンギスカン
- メークイン
- 米：たんとうまい、さくら米
- ハスカップゼリー
- おふくろ味噌

### マスコットキャラクター
あつまるくん
町民による公募と選挙を実施し決定した、当町の公式キャラクター。2013年8月18日に開催された町民体育祭「集まリンピック」で、着ぐるみの初お披露目が行われた。町の魅力宣伝部長（まちづくり推進課主事待遇）という肩書きを持ち、頭には作付面積が日本一のハスカップ、胸のおにぎりで名産のお米を、背中にはサーフボードを背負って道内屈指のサーフポイントである浜厚真を、と全身で厚真町をアピールしている。
公式ページ
Twitter

### 出身の有名人
- 四海波好一郎（元・力士）
- 大垣崇（元・陸上競技選手）
- 斉藤滋宣（能代市長、元・参議院議員）
- 工藤光輝（元・プロサッカー選手）
- 木原直彦（文学研究者、北海道立文学館初代館長・現在は名誉館長）